# Wojciech Czerwiński (chemik)
Wojciech Andrzej Czerwiński (ur. 18 sierpnia 1944 roku w Wilnie) – polski chemik, zajmujący się chemią fizyczną i fizykochemią polimerów.

## Życiorys
Ukończył I Liceum Ogólnokształcące im. M. Kopernika w Toruniu w 1962 roku. Następnie podjął studia chemiczne na Uniwersytecie Mikołaja Kopernika w Toruniu, które ukończył w roku 1967. Siedem lat później doktoryzował się pracę pt. Wpływ ultradźwięków o wysokiej częstości na struktury włókien z PTE. Habilitację uzyskał w roku 1994, za rozprawę zatytułowaną Wpływ budowy wybranych polimerów przewodzących z niezdegenerowanym stanem podstawowym na ich strukturę elektronową i właściwości elektryczne. W 2001 roku uzyskał tytuł profesora UMK.
Jest członkiem STPChem i PTCh. Odbywał stypendium naukowe na Uniwersytecie Moskiewskim w latach 1973-1974. Zajmuje się fizykochemią polimerów, ciała stałego oraz właściwościami polimerów elektrooptycznych.

## Nagrody
- Nagroda Ministerstwa Nauki, Szkolnictwa Wyższego i Techniki (1984)
- Medal Komisji Edukacji Narodowej (2004)

## Prace badawcze
- Materiały silikonowo-uretanowe do formowania membran perwaporacyjnych (2003)

## Publikacje
- Synteza i właściwości fizykochemiczne otrzymywanych w stopie biodegradowalnych kopolimerów PET i hydroksykwasów, Zeszyty Naukowe WSHE, Ochrona Środowiska tom XVI, 2004, s. 43-55
- Degradacja hydrolityczna kopolimerów poli(tereftalanu etylenu) i L-kwasu mlekowego, Materiały zjazdowe Polskiego Towarzystwa Chemicznego; Poznań 18-22.09.2005
- Synteza i właściwości elektrooptyczne kopolimerów tiofenu ze sprzężonym układem elektronów, Oficyna Wydawnicza Politechniki Wrocławskiej, Wrocław 2009, s. 4